# سفارة المغرب في بيرو
سفارة المغرب في بيرو هي البعثة الدبلوماسية الدائمة للمملكة المغربية لدى جمهورية بيرو، وهي معتمدة أيضًا لدى دولة بوليفيا المتعددة القوميات. تقع السفارة، وهي جزء من التراث الثقافي لبيرو، في 195 شارع 24 أبريل، إل أوليفار، مقاطعة سان إيسيدرو، ليما ‘.

## تاريخ
أقام البلدان علاقات في عام 1964، ورغم أن العلاقات بين البلدين ودية بشكل عام، إلا أنها تأثرت بنزاع الصحراء الغربية و إقامة العلاقات بين البيرو والجمهورية العربية الصحراوية الديمقراطية.
عُيّن أول سفير مغربي، مقيمًا في واشنطن العاصمة، في عام 1966. وافتتحت السفارة في ليما أبوابها في عام 1986، مع تعيين محمد بن المفتي وتولى منصبه في يونيو من نفس العام.